# Les Muffatti
Les Muffatti è un complesso musicale belga specializzato nell'esecuzione di musica barocca.

## Discografia
- 2005 - Georg Muffat, Armonico Tributo (1682) (Ramée, RAM 0502)
- 2007 - Johann Christoph Pez, Concertos et Ouvertures (Ramée, RAM 0705)
- 2008 - Giovanni Bononcini, San Nicola di Bari (1693) (Ramée, RAM 0806)
- 2011 - Giuseppe Sammartini, Concertos & Overtures (Ramée, RAM 1008)
- 2012 - Jean-Marie Leclair, Concertos pour violon op.7, con Luis Otávio Santos (Ramée, RAM 1202)
- 2014 - Reinhard Keiser, Brockes-Passion, con Zsuzsi Tóth, Jan Van Elsacker, Peter Kooij, (Ramée (Outhere) RAM 1303)
- 2016 - George Frideric Händel, Arie per la Cuzzoni (Ramée, RAM 1501)
- 2019 - Johann Sebastian Bach, Concertos for organ and strings, Bart Jacobs (organo) (Ramée, RAM 1804)